# Silvia Stahl
Silvia Stahl (1978) es una deportista alemana que compitió en natación. Ganó una medalla de oro en el Campeonato Europeo de Natación en Piscina Corta de 1996, en la prueba de 4 × 50 m libre.

## Palmarés internacional
| Campeonato Europeo en Piscina Corta | Campeonato Europeo en Piscina Corta | Campeonato Europeo en Piscina Corta | Campeonato Europeo en Piscina Corta |
| Año                                 | Lugar                               | Medalla                             | Prueba                              |
| ----------------------------------- | ----------------------------------- | ----------------------------------- | ----------------------------------- |
| 1996                                | Rostock (Alemania)                  | Medalla de oro                      | 4 × 50 m libre                      |